# خان آباد (قرشي)
خان آباد هي بلدة في مقاطعة قمشي في ولاية قشقداريا في أوزبكستان.